# Takashi Tsukamoto
Takashi Tsukamoto é um ator japonês. 
Lançou 3 singles: "New Morning" (2006), "Itsudemo Boku Wa" (2004) e "Hi To Ri Go To" (2003). O seu primeiro álbum intitulado "Jiyuu Honpou" foi lançado a 9 de Maio de 2007. 
Takashi casou a 29 de Maio de 2007 e a sua esposa deu à luz uma menina em Setembro do mesmo ano. O seu segundo filho, um rapaz nasceu em Julho de 2009.

## Séries de Televisão
- SCHOOL!! (Fuji TV, 2011)
- Nasake no Onna (TV Asahi, 2010)
- Genya (WOWOW, 2010)
- Kikoku (TBS, 2010)
- Natsu no Koi wa Nijiiro ni Kagayaku (Fuji TV, 2010, ep6)
- Magerarenai Onna (NTV, 2010)
- Tokyo DOGScomo Yano Ryosuke (Fuji TV, 2009, ep7)
- TEIOH como Sakaki Ryo (TBS, 2009)
- Samayoi Zakura como Kanogawa Yukihiko (Fuji TV, 2009)
- Shoni Kyumei como Kariya Shunsuke (TV Asahi, 2008)
- 6-jikan Ato ni Kimi ga Shinu como Yamaha Keishi (WOWOW, 2008)
- Kansahojin como Miyazaki Kenji (NHK, 2008)
- Mirai Koshi Meguru como Akira (TV Asahi, 2008, ep4)
- Miracle Voice como Toriyama Takashi (TBS, 2008)
- Koi no Kara Sawagi Drama Special Love Stories IV (NTV, 2007)
- Hatachi no Koibito como Kawamura Yukio (TBS, 2007)
- Ganges Gawa de Butterfly como Shingo (TV Asahi, 2007)
- Kikujiro to Saki 3 como Kitano Takeshi (TV Asahi, 2007)
- Tokkyu Tanaka San Go como Hanagata Kei (TBS, 2007)
- Teppan Shoujo Akane!! como Ichijo Shinta (TBS, 2006)
- Kekkon Dekinai Otoko como Murakami Eiji (Fuji TV, 2006)
- Meitantei Akafuji Takashi (NHK, 2005)
- Kikujiro to Saki 2 como Kitano Takeshi (TV Asahi, 2005)
- Tiger & Dragon como Nakatani Ginjiro (TBS, 2005)
- Honto ni Atta Kowai Hanashi 2 Yurei Bukken (Fuji TV, 2004, ep2)
- Fuufu como Yamaguchi Ren (TBS, 2004)
- Wakaba como Tani Jyunichi (NHK, 2004)
- Ichiban Taisetsu na Date como Oota Kenji (TBS, 2004, ep1,3,4)
- Division 1 Runner's High como Komine Ryugo (Fuji TV, 2004)
- Fire Boys como Amakazu Shiro (Fuji TV, 2004)
- Chotto Matte Kami-sama (NTV, 2004)
- Manhattan Love Story como Gunma Shinobu (TBS, 2003)
- Stand Up!! como Kume Naoya (TBS, 2003)
- Shin Yonigeya Honpo (NTV, 2003, ep9)
- Densetsu no Madam (NTV, 2003)
- Ikebukuro West Gate Park Special (TBS, 2003, cameo)
- Otousan como Hide-chan (TBS, 2002)
- Tokyo Niwatsuki Ikkodate (NTV, 2002)
- Koi Seyo Otome (NHK, 2002)
- Gokusen como Kurosaki (NTV, 2002, ep9)
- Kisarazu Cat's Eye como "ANI"/Sasaki Kizashi (TBS, 2002)
- Kizudarake no Love Song (Fuji TV, 2001)
- Fighting Girl (TBS, 2001, ep1)
- Onmyouji (NHK, 2001)
- Rookie (Fuji TV, 2001, ep6)
- Jidan Kosho Jinnai Tamako Ura File (TBS, 2001, SP1)
- Tengoku ni Ichiban Chikai Otoko (TBS, 2001, ep1)
- Kasouken no Onna 2 (TV Asahi, 2000, guest)
- Summer Snow como um membro do gang (TBS, 2000, eps2,3,6,&7)
- Cinderella wa Nemuranai (NTV, 2000)
- Psychometrer Eiji 2 (NTV, 1999)
- A Season of Sentiment (センチメントの季節) (WOWOW, 1999)
- Futago Tantei (NTV, 1999)
- Change (TV Asahi, 1998)
- Shounen Suspense "Scary E-mail" (TV Asahi, 1998)
- Kurenai (NTV, 1998)
- Osorubeshi! Otonashi Karensan (TV Asahi, 1998, guest)
- Shokuinshitsu (TBS, 1997)

## Filmes
- Renai Gikyoku: Watashi to koi ni ochitekudasai (2010)
- Ikigami (2008)
- Yesterdays (2008)
- Kagehinata ni Saku (2008)
- Fugaku Hyakkei (2006)
- Smile Seiya no Kiseki (2007, cameo)
- Sono Toki wa Kare ni Yoroshiku / That Time I Said Hi to My Boyfriend (2007)
- Enma (2007)
- The Longest Night In Shanghai (2007)
- Kisarazu Cat's Eye: World Series como "ANI"/Sasaki Kizashi (2006)
- Nada Sou Sou (2006)
- Fugaku Hyakkei (2006)
- Taiyou no Uta como Fujishiro Kouji (2006)
- TAKI 183 (2006)
- Shinku (2005)
- 戀 愛 地 圖 About Love Shanghai Story & cameo in Tokyo Story (2005)
- Koibumi Hiyori ~ Ikarusu no Koibitotachi como Sasaki Kenji (2004)
- Kaminari Hashiru Natsu (2003)
- Kisarazu Cat's Eye: Nihon Series como "ANI"/Sasaki Kizashi (2003)
- Kuzenni mo Saiyakuna Shounen (2003)
- Robot Contest (2003)
- Rockers (2003)
- Princess Blade (2003)
- Aoi Haru (2002)
- Godzilla, Mothra and King Ghidorah: Giant Monsters All-Out Attack (2001)
- Hikari (2001)
- Battle Royale Special como Shinji Mimura (2001)
- Battle Royale - Survival Program como Shinji Mimura (2000)

## Ligações Externas
- Official site
- JDorama.com
- Dorama.info
- Wiki.theppn